# Patrocínio do Muriaé
Patrocínio do Muriaé este un oraș în Minas Gerais (MG), Brazilia.